# Fan Qiang
En aquest nom xinès, el cognom és Fan.
Fan Qiang va ser un general militar de Shu Han durant el període dels Tres Regnes de la història xinesa. Ell és més conegut per conspirar amb el seu col·lega Zhang Da per assassinar al seu superior Zhang Fei en el 221 abans de la batalla de Xiaoting.

## En la ficció
En la novel·la històrica del Romanç dels Tres Regnes de Luo Guanzhong, Zhang Fei va ordenar-hi a Fan i Zhang Da per preparar l'abillament del matí de les tropes, ja que ell estava planejant d'unir-se a Liu Bei per atacar a Sun Quan i així venjar a Guan Yu i recuperar la Província de Jing. Fan i Zhang Da no va complir amb el termini límit i van ser assotats per Zhang Fei amb ira. Ells sabien que no podrien completar la missió a temps i tenien por de ser castigats, així és que van assassinar Zhang Fei mentre estava dormint, van fer defecció cap a Sun Quan.
Sun Quan els va enviar de tornada a Liu Bei, en un intent de fer la pau després. Però Fan i Zhang Da van ser ajusticiats pel fill de Zhang Fei, Zhang Bao.